# Faraday (película)
Faraday es una película de comedia, fantasía y terror de 2013, dirigida por Norberto Ramos del Val, escrita por Jimina Sabadú y Pablo Vázquez, musicalizada por José Sánchez-Sanz, en la fotografía estuvo Roland de Middel y los protagonistas son Javier Bódalo, Diana Gómez y Daniela Costa, entre otros. El filme fue realizado por Apaches Entertainment y Norberfilms, se estrenó el 17 de octubre de 2013.

## Sinopsis
La gran aventura fantástica de un joven que admite poseer habilidades paranormales y su novia, que intenta ser la bloguera del momento elaborando magdalenas. Cuando se cambian a su nuevo departamento una entidad inesperada tal vez modifique su presente.